# Sanzaru Games
La Sanzaru Games è una compagnia sviluppatrice di videogiochi fondata nel 2007 in California. Il primo gioco rilasciato fu Ninja Reflex, il 1º marzo 2008 per PC, Nintendo DS e Wii. Il secondo gioco sviluppato fu Secret Agent Clank, per la PlayStation Portable dalla High Impact Games, mentre il 26 maggio 2009 è uscita la versione per PlayStation 2. Il terzo gioco era una rimasterizzazione in alta definizione della collection di Sly Cooper, serie originariamente sviluppata dalla Sucker Punch Productions, per la PlayStation 2, intitolato The Sly Collection e pubblicato il 9 novembre 2010 per PlayStation 3. Il quarto gioco era Mystery Case Files: The Malgrave Incident, che hanno assistito in sviluppo insieme con Big Fish Games, ed è stato pubblicato il 27 giugno 2011 per il Wii. Il quinto gioco è stato Sly Cooper: Ladri nel Tempo, che è stato impostato per essere rilasciato alla fine del 2012, ma è stato ritardato a febbraio 2013. Il nome della società è basata sulle tre scimmie sagge (chiamate Sanzaru in Giappone).
Il 25 Febbraio 2020 lo studio viene comprato da Facebook entrando a far parte degli Oculus Studios.

## Videogiochi
| Titolo del gioco                          | Rilascio | Piattaforme                     |
| ----------------------------------------- | -------- | ------------------------------- |
| Ninja Reflex                              | 2008     | Wii, Nintendo DS, PC            |
| Secret Agent Clank                        | 2009     | PlayStation 2                   |
| The Sly Trilogy                           | 2010     | PlayStation 3                   |
| Mystery Case Files: The Malgrave Incident | 2011     | Wii                             |
| Sly Cooper: Ladri nel Tempo               | 2013     | PlayStation 3, PlayStation Vita |
| Hackpack di Bentley                       | 2013     | PlayStation 3, PlayStation Vita |
| Dark Manor                                | 2013     | iOS                             |
| Hackpack di Bentley                       | 2014     | Android, iOS                    |
| The Sly Trilogy                           | 2014     | PlayStation Vita                |
| God of War Collection                     | 2014     | PlayStation Vita                |
| Sonic Boom: Frammenti di cristallo        | 2014     | Nintendo 3DS                    |
| Sonic Boom: Fuoco e ghiaccio              | 2016     | Nintendo 3DS                    |
| Spyro: Reignited Trilogy                  | 2018     | PlayStation 4, Xbox One         |
| Asgard's Wrath                            | 2019     | Oculus Rift                     |